# 鼻毛の森
鼻毛の森（はなげのもり。1976年8月6日 - ）は、日本のシンガーソングライター、ラジオパーソナリティ、司会者、フリーライター、コピーライター、コラムニスト。
「理想論撲滅ソング」の発起人として、自らの立ち位置を「J-POP界のセカンドオピニオン」と標榜する。
富山県砺波市出身、石川県金沢市在住。2016年以降はフリーランスとして活動している。

## 略歴
- 1998年から2004年まではローカルタレント劇団「castingboard」の役者兼脚本家として単独公演を中心に活動。
- 2003年、『シベリア超特急5』オーディション合格[2]を機にプチ上京。
- 2004年、当時担当していたエフエムとなみの冠番組『メロンパン買ってこい!』での企画がきっかけで「歌わなかったラヴソング」を即興で作詞、作曲。
- 2005年に初の全国流通シングル「歌わなかったラヴソング／あの花びら大回転」を発売。
- 『嘉門達夫のナリキン投稿天国』(GyaO、2006年4月 - 2007年4月)で「歌わなかったラヴソング」「それまではそばにいるよ」が立て続けにピックアップ。同番組連動メジャーデビュー企画USEN着うたランキングで全国1位を連続で獲得。以降は音楽に専念。
- 2007年、セカンドシングル「それまではそばにいるよ」を北陸限定で発売。地元（出身地）富山県でラジオパーソナリティ、記者ライターとしても本格的にプロ活動を開始。
- 2008年、「WINGエンタテイメント」と販売契約し、インディーズベスト盤発売。
- 2011年、石川県に転居、北陸放送（MROラジオ）や福井放送（FBCラジオ）でラジオ番組開始。間もなく富山エフエム放送（FMとやま）の番組を卒業。
- 2012年より、「WINGエンタテイメント」が改称し、日本レコード協会に加盟した「エイフォースエンタテイメント」とマネジメント契約（音楽活動限定）を締結。契約中はシングル4枚アルバム1枚をメジャーリリース[2]。
- 2013年、WEBニュースでの特集をきっかけに『アウト×デラックス』（フジテレビ）[4]など全国テレビメディアに進出。日本唐揚協会の公式キャンペーンソング「アゲアゲチ金フライデー」を作詞作曲。
- 2014年、「キタコレ」「週プレニュース」などWEB系ライターとしても寄稿、露出を開始。初の東名阪ワンマンツアー開催。
- 2015年、メジャーベスト盤「GRAY-TASTE FITS」をリリース
- 2016年、資格マニアで知られる鈴木秀明のイメージソング「まず乱獲資格」など楽曲提供と「ヤフーライフマガジン」ライター活動でしのぐ。アメブロが公式に。
- 2017年、完全事務所フリーランス回帰後初のアルバム「お蔵の音楽」をメジャーリリース。
- 2018年、9月に航空自衛隊小松基地グルメ「空上げ」のテーマソング、「SKY FRY～小松基地唐揚げ・空上げのテーマ～」をリリース。12月にはTwitter本社で開催された「中の人」総会でMCを担当。
- 2019年、企業対抗ミニ四駆大会つぼ八カップ　初代MCに就任。日本唐揚協会の主催するからあげグランプリ®　のオフィシャルテーマソング「フライド～金賞唐揚のテーマ～」を配信限定リリース。5年ぶりとなるマキシシングル「味しめたい／NEMAWASHI～地味に届け～」をリリース。
- 2020年、多岐に渡る活動を事業向けに（便宜的に）分散。シンガーソングライターとしての「鼻毛の森」、ライターとしての「鼻筆の森」、MCとしての「鼻手（ハナシテ）の森」へ。
- 2021年、Radiotalk公式ライターに就任、前作より2年ぶりの新曲「STAYHOME」を配信リリース。
- 2022年、北陸コピーライターズクラブ「HCC賞」受賞、日本唐揚協会認定「ベストカラアゲニスト」アーティスト部門選出[5]
- 2024年、前作より2年ぶりの新曲「払おうよ」を配信リリース。
- 2025年、デビュー20周年を機に、シンガーソングライターとしての活動について、リリースを軸とした完全復帰を果たす。同年4月より北陸放送ラジオオリジナルポッドキャスト「ハナシテ！鼻毛さん」スタート。20周年企画として過去楽曲のリマスタリング、再レコーディング、未公開バージョンを続々と発表。

## 名称の由来など
- 芸名となっている「鼻毛の森」は、鼻毛のように恋愛で指摘しにくい部分を歌おうと思い名付けている[2][4]。
- 2004年9月までは本名で活動していた。

## 音楽スタイル
- 2004年よりカップル撲滅をスローガンとしたオリジナルジャンル、「リアルラヴソング」を実践。自らの失恋がきっかけ。[6]。
- 2013年より「理想論撲滅ソング」にジャンル名を改め、「理想論撲滅のカリスマ」を自称しながら[7]メッセージソング全般を取り扱っている。多くの残念な大人に接したのがきっかけ。
- 理想論撲滅（リアルラヴ）ソングとは、王道のヒットソングより人間の本質（＝残念な部分）に踏み込んだアングラ系J-POPの呼称[4]。
- スタンダードな美辞麗句を並べているように聞こえるがよく聞くと突き刺さる恋愛に対するネガティブな歌詞が特徴。
- 曲調はバラードとポップサウンド。コミックソングの部類ではないアレンジワークで仕上げたメロディラインは歌詞（内容）の残酷さを際立て、秀逸。「サブリミナルJ-POP」ともされる。

## リリース作品
|                      | 発売日         | タイトル                                                                                      | 規格品番     | 収録曲 | 備考                               |
| -------------------- | -------------- | --------------------------------------------------------------------------------------------- | ------------ | --- | ---------------------------------- |
| 1st single           | 2005年05月20日 | 歌わなかったラヴソング                                                                        | HNMP-0001    | 1. 歌わなかったラヴソング 2. あの花びら大回転 3. 歌わなかったラヴソング(blues ver.) 4. 歌わなかったラヴソング(Demo ver.l) | 鼻毛の森エンターテイメント         |
| 2nd single           | 2007年3月      | それまではそばにいるよ                                                                        | HNMP-0002    | 1. それまではそばにいるよ 2. それまではそばにいるよ(カラオケ) 3. それまではそばにいるよ 4. それまではそばにいるよ(カラオケ) | 鼻毛の森エンターテイメント         |
| インディーズベスト盤 | 2008年9月24日  | -single's best-歌わなかったLOVESONGS                                                          | HMEJ-001     | 1. info 2. 君も離さないから 3. 歌わなかったラヴソング 4. 君でいいのかな 5. HAPPY HAPPY SUNDAY～君に会えないから～ 6. あの花びら大回転(D.MIX) 7. それまではそばにいるよ 8. 誰でもよかっただから君でもよかった 9. もう一度選びなおせるのなら 10. カップルへの手紙 11. もう一度選びなおせるのなら(2回目) | WING-MUSIC                         |
| 3rd single           | 2012年5月20日  | リアルウェディング3部作自問編「君でいいのかな／もうそれでいいから」                           | YZWG-10012   | 1. Opening Novel 「自問」 2. 君でいいのかな-Next .ver- 3. もうそれでいいから 4. 君でいいのかな(BGM for Ceremony) 5. もうそれでいいから(BGM for Ceremony) | A-force NEXT                       |
| 4th single           | 2013年2月13日  | リアルウェディング3部作後悔編「もう一度選び直せるのなら／だから言ったのに～抜け殻の君へ～」   | YZWG-10015   | 1. Opening Novel 「後悔」 2. もう一度選び直せるのなら-Next .ver- 3. だから言ったのに～抜け殻の君へ～ 4. もう一度選び直せるのなら(BGM for Ceremony) 5. だから言ったのに(BGM for Ceremony) | A-force NEXT                       |
| 5th single           | 2013年9月20日  | リアルウェディング3部作妥協編「幸せだと思うことにするよ／誰でもよかっただから君でもよかった」 | YZWG-10017   | 1. Opening Novel 「妥協」 2. 幸せだと思うことにするよ 3. 誰でもよかっただから君でもよかった-Next ver.- 4. 幸せだと思うことにするよ(BGM for Ceremony) 5. 誰でもよかった~(BGM for Ceremony) | A-force NEXT                       |
| iTunes配信限定       | 2013年9月      | 日本唐揚協会公式キャンペーンソング「アゲアゲチ金フライデー～FRIDAY AGAIN～」                  | 唐揚の盛名義 | アゲアゲチ金フライデー～FRIDAY AGAIN～ [5:41] |                                    |
| 6th single           | 2014年10月1日  | 社会にあるだけの中の一つ／君にしてあげたこと                                                  | YZWG-10021   | 1. 社会にあるだけの中の一つ 2. 君にしてあげたこと 3. 社会にあるだけの中の一つ(Less Vocal) 4. 君にしてあげたこと(Less Vocal) 5. 本人による楽曲解説(むしろ釈明) | A-force NEXT                       |
| メジャーベスト盤     | 2015年12月2日  | 鼻毛の森ベスト-GRAY TASTE FITS-                                                               | YZWG-018     | 1. それまではそばにいるよ-Next ver.- 2. 紐 3. だから言ったのに～抜け殻の君へ～ 4. お気を確かに 5. 君にしてあげたこと 6. Sorry Night～惨状のメリークリスマス～ 7. アゲアゲチ金フライデー～FRIDAY AGAIN～ 8. 誰でもよかっただから君でもよかった-Next ver.- 9. 君でいいのかな-Next .ver- 10. もう一度選び直せるのなら-Next .ver- 11. 幸せだと思うことにするよ 12. もうそれでいいから 13. 社会にあるだけの中の一つ | A-force NEXT                       |
| 3rd aibum            | 2017年12月6日  | お蔵の音楽-outlet music-                                                                      | YZWG-021     | 1. 言葉だけはありがとう 2. 知り合いだろうよ 3. 行けたら行くよ 4. お帰りください 5. いまひとつ 6. ボクハサクラ キミノサクラ 7. フラレタリウム 8. ホショウショ 9. 手を切って離そう 10. まぁまぁまぁまぁまぁ 11. 真にうけないで | A-force NEXT                       |
| 配信限定シングル     | 2018年9月      | SKY FRY～小松基地唐揚げ・空上げのテーマ～                                                     |              | 1. SKY FRY～小松基地唐揚げ・空上げのテーマ～ 2. SKY FRY～小松基地唐揚げ・空上げのテーマ～(カラオケ） |                                    |
| 配信限定シングル     | 2019年4月16日  | 日本唐揚協会主催「からあげグランプリ」公式テーマソング「フライド～金賞唐揚げのテーマ～」      |              | 1. フライド～金賞唐揚げのテーマ～ 2. フライド～金賞唐揚げのテーマ～(カラオケ） | NEGA BANK                          |
| 7月th single         | 2019年5月1日   | 味しめたい／NEMAWASHI～地味に届け～                                                           | NGBK-0001    | 1. 味しめたい 2. NEMAWASHI～地味に届け～ 3. ばれたらいいね 4. 味しめたい(Less Vocal) 5. NEMAWASHI～地味に届け～(Less Vocal) 6. ばれたらいいね(Less Vocal) | NEGA BANK                          |
| 配信限定シングル     | 2020年7月15日  | お帰りください-Ultimate ver.-                                                                 |              | お帰りください-Ultimate ver.- | NEGA BANK                          |
| 配信限定シングル     | 2020年8月6日   | 真にうけないで-Ultimate ver.-                                                                 |              | 真にうけないで-Ultimate ver.- | NEGA BANK                          |
| 配信限定シングル     | 2021年5月1日   | STAY HOME                                                                                     |              | SATYHOME | NEGA BANK                          |
| 配信限定シングル     | 2022年9月3日   | STAY HOME-Organic ver.-                                                                       |              | SATYHOME-Organic ver.- | NEGA BANK                          |
| 配信限定シングル     | 2022年         | 誰でもよかっただから君でもよかった-Ultimate ver.-                                             |              | 誰でもよかっただから君でもよかった-Ultimate ver.- | NEGA BANK                          |
| 配信限定シングル     | 2024年11月11日 | 払おうよ                                                                                      |              | 払おうよ | NEGA BANK                          |
| 配信限定シングル     | 2025年6月      | ~まだ見ぬ恋人ヤスコに捧げる歌~ 歌わなかったラヴソング（2025Remastered）                       |              | ~まだ見ぬ恋人ヤスコに捧げる歌~歌わなかったラヴソング（2025Remastered） | 鼻毛の森エンタテインメントジャパン |
| 配信限定シングル     | 2025年6月      | ボクハサクラキミノサクラ（2025Remastered）                                                    |              | ボクハサクラキミノサクラ（2025Remastered） | 鼻毛の森エンタテインメントジャパン |
| 配信限定シングル     | 2025年6月      | 言葉だけはありがとう（2025Remastered）                                                        |              | 言葉だけはありがとう（2025Remastered） | 鼻毛の森エンタテインメントジャパン |
| 配信限定シングル     | 2025年7月      | フラレタリウム（2025Remastered）                                                              |              | フラレタリウム（2025Remastered） | 鼻毛の森エンタテインメントジャパン |
| 配信限定シングル     | 2025年8月      | もうそれでいいから（Timeless.ver）                                                            |              | もうそれでいいから（Timeless.ver） | 鼻毛の森エンタテインメントジャパン |
| 配信限定シングル     | 2025年8月      | 幸せだと思うことにするよ（Timeless.ver）                                                      |              | 幸せだと思うことにするよ（Timeless.ver） | 鼻毛の森エンタテインメントジャパン |
| 配信限定シングル     | 2025年8月      | 行けたら行くよ（2025Remastered）                                                              |              | 行けたら行くよ（2025Remastered） | 鼻毛の森エンタテインメントジャパン |

## 活動エリア
- 北陸甲信越エリアを機軸としながら関東、東海、関西でのライブを行っている。

## 出演番組
音楽開始前の2003年よりコミュニティFMを中心にパーソナリティ活動を開始。ライブイベントでの流暢で独特の語り口が話題を呼び、2006年のFMとやまでの初レギュラーを皮切りに県域に進出。現在は北陸エリアでのレギュラー番組を機軸に全国各地のラジオ放送局でのイレギュラー出演を続けている。

### ラジオレギュラー番組
現在
- ノコトラジオ（2025年4月 - 、北陸放送）※ハナシテノモリ名義で
- ハナシテ！鼻毛さん（2025年4月 - 、北陸放送）※ポッドキャストオリジナルコンテンツ

過去
- 鼻毛の森のミュージックダウト（2010年10月 - 2011年10月、福井放送）
- 情熱Night!（福井放送） - 水曜パーソナリティ
- 大先輩のありがたいラジオ（2006年10月 - 2011年9月、FMとやま）
- 鼻毛の森といえば鼻毛の森のRADIO NEGA★MAX（2010年10月 - 2011年3月、北陸放送）
- メロンパン買ってこい（2003年10月 - 2006年3月、エフエムとなみ）
- 水曜穴埋めラジオ（2007年4月 - 2008年3月、ラジオたかおか）
- MROアニソン紅白歌合戦(仮)（2011年12月31日・2012年12月31日・2013年12月31日、北陸放送）
- MROアニソン紅白歌合戦(ガチ)（2014年12月31日、北陸放送）
- 情熱Night! HOLD（福井放送）
- 午後はとことん よろず屋ラジオ（福井放送） - 月曜パーソナリティ
- 鼻毛の森のラジパラ?-RADIO PARASITE-（北陸放送）
- すべるかもしれないRadio（2013年9月30日 - 2014年3月24日、北陸放送）
- 鼻毛・まり子の音・街 -歌めぐり街めぐり-（2014年7月 - 2015年3月、ミュージックバード）
- 鼻毛の森のラジパラ乙-RADIO PARADOX-（2013年4月 - 2016年3月、北陸放送）
- 鼻毛・おやプリの音・街 -歌めぐり街めぐり-（2015年4月 - 2016年3月、ミュージックバード）
- ラジパラw（2016年4月 - 2020年3月、北陸放送）
- ラジパラ復刻版（2021年1月1日、北陸放送）
- おいね★どいね（2020年4月 - 、北陸放送）※ハナシテノモリ名義で

## その他主な出演歴
テレビ（ゲスト出演）
- アウト×デラックス（2013年4月25日・5月30日、フジテレビ ）
- ギョクセキ！（2013年、関西テレビ）
- 大阪ほんわかテレビ（2013年、よみうりテレビ）
- す・またん！（2013年、よみうりテレビ）

ラジオ（ゲスト出演）
- REBOOT!!（2015年、KissFMKOBE）
- ごごばん！(2013年、ニッポン放送）
- くにまるジャパン(2013年、文化放送）
- カモンEXPO大作戦！（2012他、エフエム大阪）
- レコメン！Hey!Say!7 UltraJUMP（2018、文化放送※手紙での出演）
- 60TRY部（2019、2021、ラジオ日本）
- TWILIGHT MAGIC（2019他、FM岐阜）
- POWERSTATION HOT40（2007～、FM福井）
- Life Is（2015～、FM福井）
- Radio JAM(2015、FMとやま）
- Please テルミー！マニアックさん。いらっしゃ～い！（2023、JFN全国ネット）
- ON THE PLANET（2015、JFN全国ネット）

映画
- シベリア超特急5（2004年 - 満州浪人五右衛門役）

GyaO
- 嘉門達夫の投稿ナリキン天国（1年間ピックアップ、2006年 - 2007年）